# Piaristická kolej (Kadaň)
Piaristická kolej sv. Michala v Kadani existovala v letech 1802–1823.

## Historie koleje
V prostorách bývalého kadaňského minoritského kláštera zřídili piaristé, kteří sem přišli z Doupova a z Ostrova u Karlových Varů, kolej sv. Michala a při ní vzniklo roku 1802 vyšší a nižší gymnázium. Historicky se jedná o první kadaňské gymnázium.
Než byly postaveny nové objekty pro klášter a gymnázium, bydleli profesoři a studenti ve městě v soukromí. Gymnaziální kaple byla vysvěcena až 7. října 1805. Piaristická kolej v Kadani a její gymnázium mělo ve své době výbornou pověst a mezi jeho studenty bylo i několik později významných osobností světského i církevního života. Kolej však zanikla již roku 1823 a gymnázium zároveň s ní.
V roce 2013 byla na budově bývalé piaristické koleje odhalena pamětní deska na počest zakladatele, prvního ředitele Gymnázia, piaristického kněze a vzdělance P. Hieronyma Ultsche († 1823). 